# Stazione di Suma
La stazione di Suma (須磨駅?, Suma-eki) è una stazione ferroviaria situata nel quartiere di Suma-ku di Kōbe, nella prefettura di Hyōgo. Si trova sulla linea JR Kōbe, sezione della linea principale Sanyō, ed è servita dai treni locali e rapidi.

## Linee

### Treni
- JR West
  - ■ Linea JR Kōbe (Linea principale Tōkaidō)

## Caratteristiche
La stazione ha una banchina a isola centrale servente due binari. A fianco dei binari per i treni locali passano quelli per i treni espressi che qui non fermano.
| 1   | ■ Linea JR Kōbe |  | per Nishi-Akashi e Himeji                                                                                 |
| 2   | ■ Linea JR Kōbe |  | per Nishi-Akashi e Himeji (ore di morbida) treni di ritorno per Sannomiya, Amagasaki, Osaka e Kitashinchi |
| 3-4 | ■ Linea JR Kōbe |  | per Sannomiya, Amagasaki, Ōsaka e Kyoto                                                                   |

## Stazioni adiacenti
| «                                                                          | Servizio      | »             |
| Linea JR Kōbe                                                              | Linea JR Kōbe | Linea JR Kōbe |
| -------------------------------------------------------------------------- | ------------- | ------------- |
| Sumakaihinkōen                                                             | Locale        | Shioya        |
| Hyōgo                                                                      | Rapido        | Tarumi        |
| I treni Rapidi Speciali e, nelle ore di punta, alcuni Rapidi, non fermano. |               |               |